# Thors parelmoervlinder
Thors parelmoervlinder (Boloria thore, vroeger geplaatst in het geslacht Clossiana, dat echter tegenwoordig als ondergeslacht wordt gezien) is een vlinder uit de familie van de Nymphalidae, de vossen, parelmoervlinders en weerschijnvlinders.

## Beschrijving
De voorvleugellengte bedraagt 28 tot 34 mm. De vleugels zijn oranjebruin met grove bruine tekening. De soort kan makkelijk met andere soorten uit het geslacht Boloria verward worden.

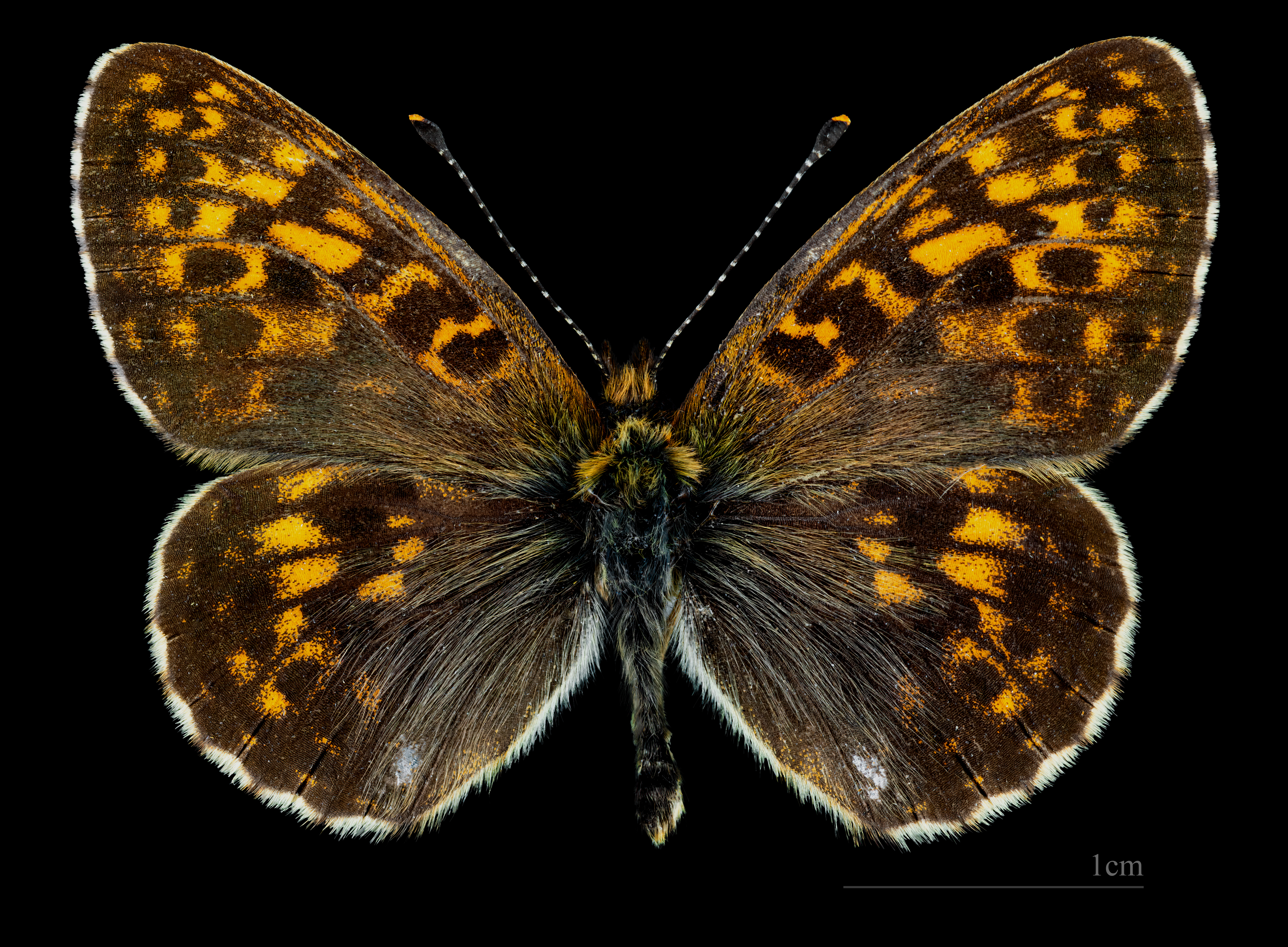
♂
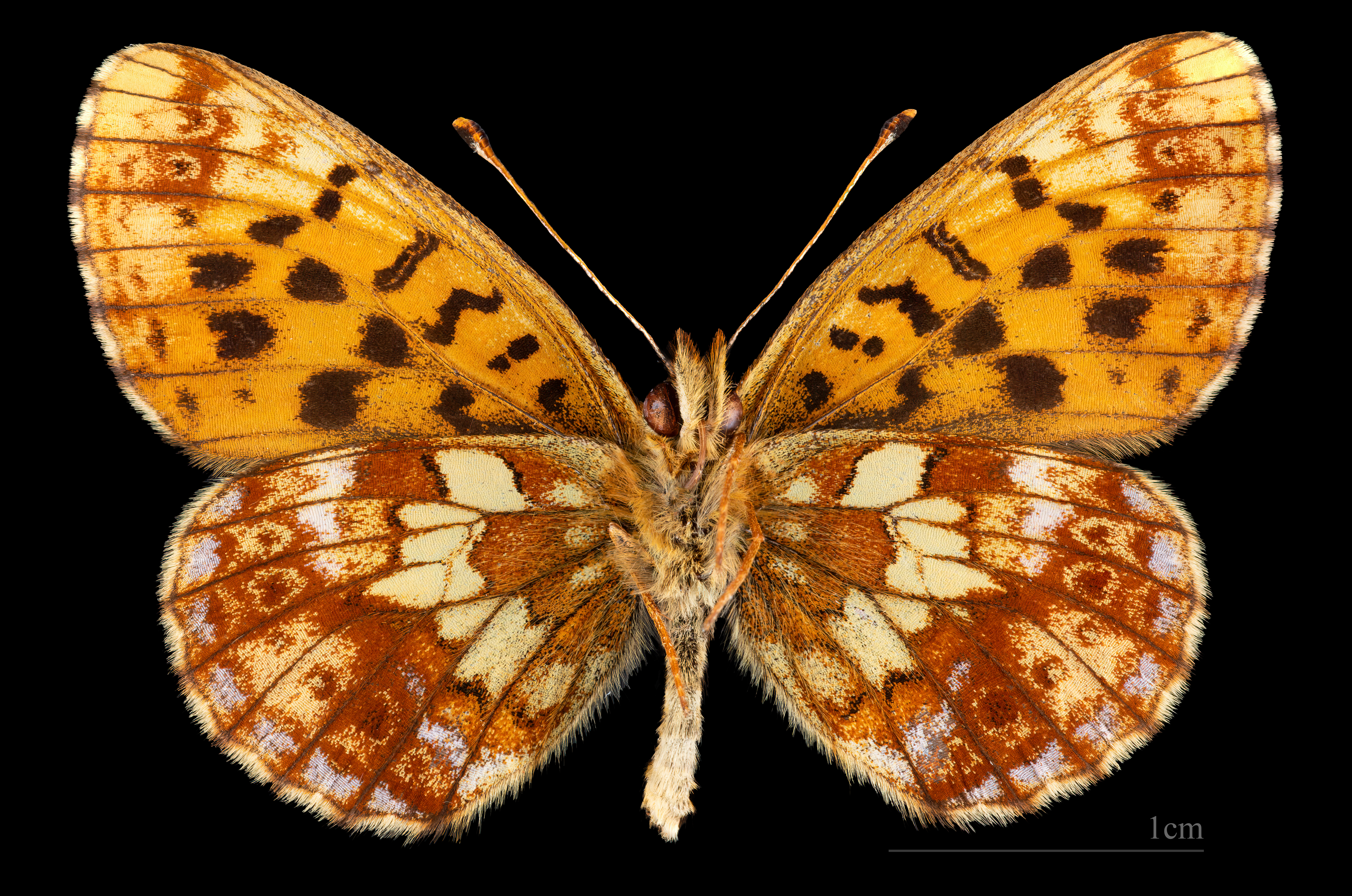
♂ △

## Verspreiding
De soort komt verspreid over het Palearctisch gebied voor. In Europa beperkt de verspreiding zich tot Fennoscandinavië en de Alpen.

## Waardplanten
Thors parelmoervlinder gebruikt Viola biflora en in mindere mate andere soorten viooltjes als waardplanten. De eitjes worden door het wijfje op of in de nabijheid van de waardplant gelegd. De ontwikkeling tot imago neemt twee jaar in.